# باتن‌ویلو (کالیفرنیا)
باتن‌ویلو (به انگلیسی: Buttonwillow) یک حوزه سرشماری در ایالات متحده آمریکا است که در شهرستان کرن، کالیفرنیا واقع شده‌است. باتن‌ویلو ۱۷٫۹۴۱ کیلومتر مربع مساحت و ۱٬۵۰۸ نفر جمعیت دارد و ۸۲ متر بالاتر از سطح دریا واقع شده‌است.